# Добротове
Добро́тове —  село в Україні, у Кролевецькій міській громаді Конотопського району Сумської області. Населення - 736 осіб (2001). До 2020 орган місцевого самоврядування — Добротівська сільська рада. Село із золотим серцем.

## Географія
Село розташоване за 12 км від адміністративного центру громади м. Кролевець на березі річки Коропець (має три ставки), поблизу села в яку впадає річка Стрижень. На відстані 1 км розташоване село Терехове.

## Назва
Про походження назви села Добротове існує дві легенди:
«Серед лісу, де була галявина, протікала річка. Ця річка була чудова, а тому біля неї на галявині поселилися два брати – козаки. Вони були знахарями, все могли робити: майструвати, лікувати, дати добру пораду. Тому люди йшли до них з інших сіл. Мандруючи до них, говорили, що йдуть до братів. Так і виникла назва села Добротове.»
«Колись давно, за часів, коли на Україну поширилося із Польщі, а потім із Росії кріпосне право, в цій місцевості поселилися козаки. Вони жили краще, ніж селяни з інших сіл. Саме тому їм заздрили, що вони живуть добре. Від того і пішла назва села «Добротове.»
Старожили віддавали перевагу першій легенді і стверджували її достовірність. Хоча в обох легендах засновниками були козаки.

## Символіка
На гербі відбилася козацька історія села і легенда про його походження. Червоне тло і чорні козацькі хрести відносять нас до роду гетьмана Івана Самойловича, який мав на гербі три чорні козацькі хрести на червоному тлі. Чорний колір хрестів також означає родючі місцеві ґрунти, а золота облямівка хрестів - багатство і щедрість.  На гербі села їх тільки два, що відображає легенду про заснування села двома козака-знахарями, про що також свідчить посох Асклепія, а срібний його колір означає, що їхня допомога була безкорисливою та щирою. Золоте серце символізує добро і веде до назви села (герб є напівпромовистим).

## Історія
Село відоме з кінця XVII століття - засноване на території Ніжинського полку Гетьманщини. У 18 столітті настоятелем місцевої церкви був представник роду Гетьмана Іоанна Самойловича - отець Андрій Боровський, син сотника Варвинської сотні Яреми Калачника-Моренця. 
Сусідні села Реутинці, Церковне, Боцмане та інші села Кролевеччини згідно з відомостями архіву міста Новгород-Сіверська у володінні польського магната Вишлі. Згадується і про село Добротове, але вже пізніше – з 1779 року. Село входило до складу Новгород-Сіверського намісництва Сотні Кролевецької (1779 – 1781).
Спочатку село складалося з однієї вулиці, її назва збереглася і до цього часу – Голінка. До Голінки прилягає вулиця Ведмедівка. У цій місцевості жителі села часто зустрічали ведмедів. Назва інших вулиць з’явилась пізніше із розбудовою села. Це вулиці Селище, Семське, Завгоріддя, Бондарівка.
У 18 столітті сільське господарство ґрунтується на використанні власної робочої сили, та при потребі найманої. Поряд із зерновими культурами набувають поширення нові технічні: картопля, кукурудза, цукрові буряки, льон, коноплі, томати, тютюн. Поширюються промисли, млинарство, винокуріння, бортництво.
У селі були побудовані водяні млини на річці Коропець. Один на Голінському ставку, другий на вулиці Семське біля мосту, третій на річці Голубинка, що впадає у річку Коропець. Остання змінила своє русло і помілішала. Тому з’являються торфовища і торфорозробки.
Корінними жителями села були козаки. Кріпосних було лише 60 дворів, які належали різним поміщикам: Ворожбиту, Маркевичу, Буткевичу. Селяни відбували панщину, яка становила 3-4 дні. Податки платили за димарі, вікна, млини, мости, дороги. Хатини були з одним вікном, покриті соломою, обмазані глиною, мали убогий вигляд. Землю обробляли дерев’яними плугами із залізним наконечником.
Поля, ліси належали знатним козакам та поміщику. Територія, на якій розміщені сучасні: контора, сільська рада, молебний будинок, школа – раніше належали генералам Буткевичу і Дубницькому. Буткевич виділив землю під забудову церкви. Вона була побудована у 1785 році коропськими майстрами та мешканцями села.
З 1917 у складі УНР. Російсько-більшовицька окупація з 1919. 
1929 комуністична влада почала терор проти незалежних аграріїв, заганяючи у колгоспи. 1932 у селі почалися масові убивства голодом. 1941 сталінська влада утекла із села, 1943 - повернулася. З огляду на небезпеку партизанського руху 1946 року знову вдалася до терору голодом. До початку 1960-тих років мешканці села не мали право на загальнодержавний паспорт і насильно утримувалися в селі. Перші пенсії уряд СССР почав виплачувати лише з 1964 року.
У післявоєнний період наше село і господарство колгоспу поступово відбудовувалося. За роки Радянської влади, особливо 1980-1985 рр., село досить добре змінило обличчя. З’явилося багато новобудов у селі і в колгоспі «Вперед». 
Основні новобудови це будинок культури ( збудований на місці старої конюшні). Двоповерховий дитячий садок «Веселка», вулиця «Молодіжна», КЗС, картоплепереборочний пункт, картоплесховище, свинотоварний комплекс, авто гараж, медпункт. Збудовано зерносклади, критий зерноток. Збудовано дорогу з твердим покриттям по центру села і до м. Кролевець та до села Терехове. Кожного дня ходили автобуси до м. Кролевець, 3 рейси на день.
1991 абсолютна більшість селян висловилася в підтримку відновлення державної самостійності України.
Після розпаду Радянського Союзу за період перебудови і реформ будівництва на селі припинилося. Село і колгосп «Вперед» почали занепадати. Його було реформовано у САПТЗТ «Вперед». Із 2000 корів залишилося 120, із 1200 голів свиней залишилося 50.
У 1999 році почалося розпаювання землі. Колгоспники забрали землю, одержали на них сертифікати, а згодом і державні акти. Частина селян здали землю в оренду ТОВ агрофірмі «Вето-Агро», що незабаром також розпалося. У 2001 році створено сільськогосподарське товариство СТОВ «Обрій», що працює і зараз.

## Культура
Раніше в селі Добротове дуже популярним був хор «Ланка», до складу якого входили як жінки так і чоловіки. Художнім керівником хору була Дряпко Ольга Іванівна, яка на той час була завідуючою СБК – Сільським будинком культури. Ольга Іванівна разом з Пильтяєм Миколою Михайловичем, який грав на баяні, підбирали репертуар, в залежності від свята.
Дуже гучно і з великим розмахом святкували в селі Масляну і прихід весни. В центрі села відбувалося гуляння: співали пісні, ставили вистави, їздили на конях з бубонцями, пекли млинці і палили опудало.
Популярним святкуванням, на той час, були проводи хлопців в армію. Святкували в сільському клубі на сцені. Призовникам від колгоспу дарували подарунки і присвячували на їх честь концерт.
На той час хор «Ланка» дуже цінували. Учасники отримували заробітну плату, у розмірі одного рубля, в колгоспі виписували їм пшеницю і мед. А також отримували премії і подарунки. Хор їздив виступати як  по Кролевецькому району так і за його межами.      
Наразі хор «Ланка» збирається дуже рідко і в неповному складі. Багатьох  вже немає в живих. Та й роки вже не ті, що раніше.

## Сьогодення
В центрі села розташована школа – Добротівський навчально-виховний комплекс «загальноосвітня школа, дошкільний навчальний заклад» з кількістю учнів 1-9 класів – 34 учнів та 12 дітей дошкільного віку.
При школі створено краєзнавчий музей, зареєстрований в 1998 році Сумським обласним управлінням освіти. У 1985 році створено на території школи «зону відпочинку», спортивний комплекс.
В селі є медичний заклад ФАП, пожежна частина, відділення зв’язку. В центрі села знаходиться сільський будинок культури на 350 місць.
На території села утворено сільськогосподарське товариство СТОВ «Обрій» на чолі з Завгороднім Володимиром Миколайовичем. Товариство займається вирощуванням зернових культур.
Щорічно влітку жителі села урочисто відзначають свято День села. Проводяться розважальні ігри та конкурси, які супроводжуються піснями та танцями. Дійство відбувається в центрі села.
12 червня 2020 року, відповідно до розпорядження Кабінету Міністрів України № 723-р «Про визначення адміністративних центрів та затвердження територій територіальних громад Сумської області», село увійшло до складу Кролевецької міської громади.
19 липня 2020 року, в результаті адміністративно-територіальної реформи та ліквідації Кролевецького району, увійшло до складу новоутвореного Конотопського району.